# Tomasz Szymuś
Tomasz Szymuś (ur. 17 grudnia 1976 w Bartoszycach) – polski muzyk, kompozytor, aranżer i dyrygent.

## Życiorys
Jest synem nauczycielki muzyki. Ukończył studia w klasie kompozycji i aranżacji na Wydziale Jazzu i Muzyki Rozrywkowej Akademii Muzycznej im. Karola Szymanowskiego w Katowicach. 
Wystąpił gościnnie w czwartym odcinku serialu TVN Niania (2005). Prowadzi zespół Tomasz Szymuś Orkiestra, który jest złożony z muzyków sesyjnych i z którym wydał w 2010 album studyjny pt. Tomasz Szymuś Orkiestra zawierający zagraniczne przeboje w tanecznych aranżacjach. Był kierownikiem muzycznym programów rozrywkowych TVN: Taniec z gwiazdami i X Factor oraz pracował przy produkcji programów, m.in. Od przedszkola do Opola, Dubidu, Szansa na sukces, Idol, Mam talent!, Must Be the Music. Tylko muzyka. Odpowiadał za oprawę muzyczną wielu widowisk muzyczno-telewizyjnych, takich jak koncert jubileuszowy z okazji 100-lecia Opery Leśnej w Sopocie, 50. Krajowy Festiwal Piosenki Polskiej w Opolu i 10. koncert „Gintrowski, a jednak coś po nas zostanie…” w Warszawie oraz koncerty z okazji 20-lecia stacji TVN, 25-lecia stacji Polsat czy 100-lecia PKO Banku Polskiego. Współpracował z wieloma wykonawcami, takimi jak: Edyta Górniak, Justyna Steczkowska, Aleksandra Kurzak, Poluzjanci, Sistars, Jacek Wójcicki, Golec uOrkiestra czy Sebastian Riedel. Pracował w warszawskich teatrach: Roma i 6. piętro oraz Operą Novą w Bydgoszczy i Reprezentacyjną Orkiestrą Wojska Polskiego.
Jest wykładowcą w Instytucie Muzyki na Wydziale Sztuki Uniwersytetu Warmińsko-Mazurskiego w Olsztynie. W 2019 został ogłoszony finalistą uczelnianego plebiscytu „Belfer 2018”.

## Charakterystyka muzyczna
Tworzy muzykę jazzową i rozrywkową. Ponadto interesuje się soulem oraz muzyką klasyczną i filmową.

## Życie prywatne
Żonaty z Dagną.

## Dyskografia
Ma w dorobku kilkadziesiąt płyt CD, nagranych z własną orkiestrą oraz z wybitnymi artystami polskiej estrady jako producent muzyczny, dyrygent, aranżer, kompozytor oraz wykonawca-muzyk:
- 1995: Harlem – Lustra (akordeon, fortepian)
- 1995: Sway – Sway (fortepian)
- 1997: Nazar – Kosmos (fortepian)
- 2000: Polücjanci – Tak po prostu (instrumenty klawiszowe)
- 2000: Czerwony Tulipan – A jednak po nas coś zostanie (instrumenty klawiszowe)
- 2000: Norbi – 2.0.0.0. (fortepian)
- 2001: Violetta Villas – Gdy się Chrystus rodzi (fortepian, instrumenty klawiszowe)
- 2002: Michał Żebrowski – Kolacja przy świecach (aranżacje, fortepian)
- 2002: Justyna Steczkowska – Dziękuję Ci Mamo (kompozycja)
- 2002: Piotr Rodowicz i Przyjaciele – Jan Paweł II – Inspiracje (kompozycja)
- 2002: Marek Torzewski i Stanisław Sojka – Karol Wojtyła – Słowa (aranżacje, instrumenty klawiszowe)
- 2003: Piotr Bakal – Rozmnażanie zer (instrumenty klawiszowe)
- 2003: Marek Andrzejewski – Dziesięć pięter (aranżacje, instrumenty klawiszowe)
- 2004: Wojtek Gęsicki – Gabinet poezji (instrumenty klawiszowe)
- 2004: Krzysztof Nurkiewicz – Bardziej (aranżacje, fortepian, instrumenty klawiszowe)
- 2005: Ewa Bem – Mówię tak myślę nie / Ewa.Ewa (instrumenty klawiszowe)
- 2005: Sistars – A.E.I.O.U. (instrumenty klawiszowe)
- 2005: Golec uOrkiestra – Nieziemskie granie dla Ciebie Panie (instrumenty klawiszowe, organy)
- 2006: Zespół Teatru Muzycznego „Roma” – Taniec wampirów (instrumenty klawiszowe)
- 2006: Jacek Wójcicki – Piosenki Pana Tenorka (akordeon, instrumenty klawiszowe)
- 2008: Natu + Envee – Maupka Comes Home (aranżacja sekcji smyczkowej)
- 2009: Violetta Villas – Najpiękniejsze kolędy (fortepian, instrumenty klawiszowe)
- 2010: Various Artists – Cudowny Świat (aranżacje)
- 2010: Wojtek Gęsicki – Wyszukana prostota (fortepian)
- 2010: Tomasz Szymuś Orkiestra – Tomasz Szymuś Orkiestra (producent muzyczny, aranżacje, kompozycja, dyrygent)
- 2012: Krzysztof Kiljański – Barwy Kofty (aranżacje)
- 2012: Jacek Kotlarski – Nigdy nie jest za późno (kompozycje)
- 2012: Paweł Gusnar i Filharmonia Kameralna im. Witolda Lutosławskiego w Łomży – Saxophone Impressions (aranżacje)
- 2014: Alicja Węgorzewska-Whiskerd – I colori dell’amore (producent muzyczny, aranżacje)

## Filmografia
- 2006: Niania – dyrygent (rola gościnna)